# Nassandres sur Risle
Nassandres sur Risle is een gemeente in het Franse departement Eure in de regio Normandië en maakt deel uit van het arrondissement Les Andelys.De gemeente telde 2.291 inwoners op 1 januari 2022.

## Geschiedenis
Nassandres sur Risle is op 1 januari 2017 ontstaan door de fusie van de gemeenten Carsix, Fontaine-la-Soret, Nassandres en Perriers-la-Campagne. Hierbij werd de gemeente Carsix overgeheveld van het kanton Bernay naar het kanton Brionne, wat bij de overige gemeenten al op 22 maart 2015 al gebeurd was.

## Geografie
De oppervlakte van Nassandres sur Risle bedraagt 25,58 vierkante kilometer; Op 1 januari 2022 was de bevolkingsdichtheid 89,6 inwoners per km².

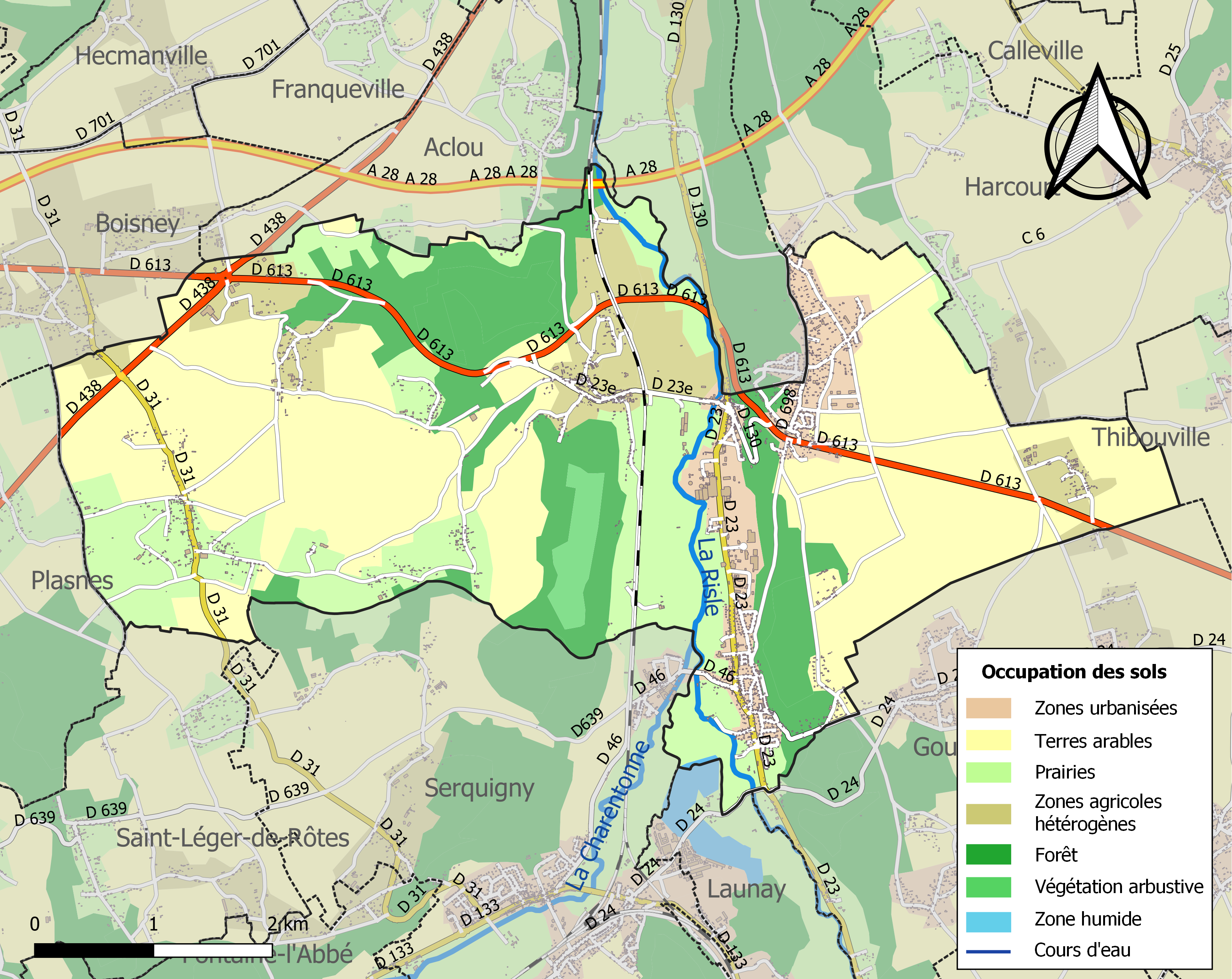
Kaart van de gemeente met belangrijkste infrastructuur, bodemgebruik en omliggende gemeenten

Aclou · Barc · Barquet · Beaumontel · Beaumont-le-Roger · Le Bec-Hellouin · Berthouville · Berville-la-Campagne · Boisney · Bosrobert · Bray · Brétigny · Brionne · Calleville · Combon · Écardenville-la-Campagne · Franqueville · Goupil-Othon · Grosley-sur-Risle · Harcourt · La Haye-de-Calleville · Hecmanville · La Houssaye · Launay · Livet-sur-Authou · Malleville-sur-le-Bec · Morsan · Nassandres sur Risle · La Neuville-du-Bosc · Neuville-sur-Authou · Notre-Dame-d'Épine · Le Plessis-Sainte-Opportune · Romilly-la-Puthenaye · Rouge-Perriers · Saint-Cyr-de-Salerne · Saint-Éloi-de-Fourques · Sainte-Opportune-du-Bosc · Saint-Paul-de-Fourques · Saint-Pierre-de-Salerne · Saint-Victor-d'Épine · Thibouville